# Andreas Michelmann

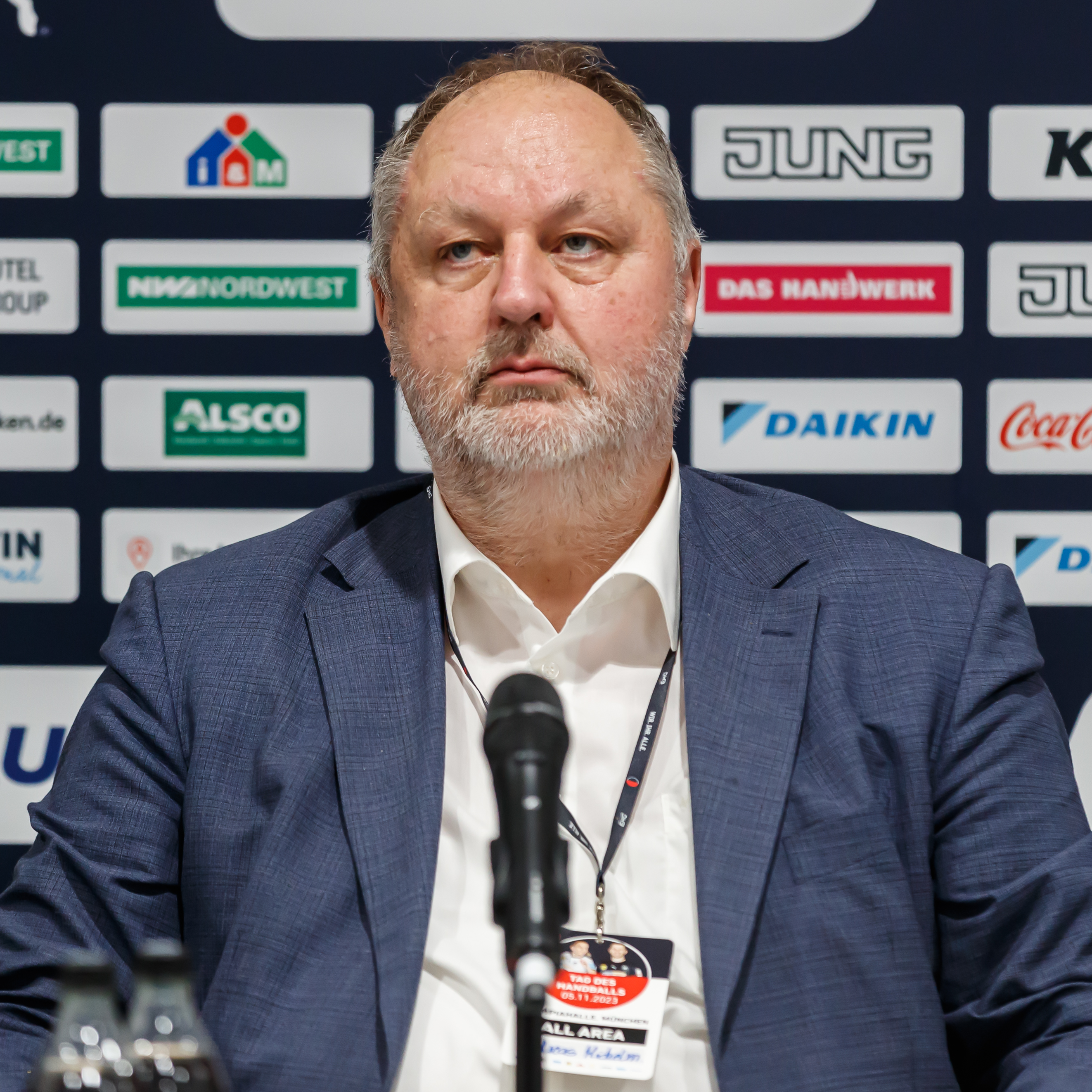
Andreas Michelmann (2023)

Andreas Michelmann (* 13. Oktober 1959 in Aschersleben) ist ein deutscher Kommunalpolitiker und Sportfunktionär.

## Werdegang
Michelmann schloss sein Studium der Germanistik an der Universität Leipzig mit Diplom ab. 
Von 1994 bis 2022 war er Oberbürgermeister der Stadt Aschersleben (Sachsen-Anhalt). Seine politische Heimat ist die Wählerinitiative Die Aschersleber Bürger (WIDAB). 
Im Juni 2010 wurde er in Nachfolge von Eberhard Gläser zum Präsidenten des Handball-Verbandes Sachsen-Anhalt (HVSA) und im September 2013 zum Vizepräsidenten des Deutschen Handballbundes (DHB) mit der Zuständigkeit für den Amateur- und Breitensport gewählt.
Am 9. Juli 2015 wurde Michelmann von einer Findungskommission des DHB einstimmig als Spitzenkandidat für die Nachfolge von Bernhard Bauer als DHB-Präsident vorgeschlagen. Michelmann wurde bei einem außerordentlichen Bundestag des Verbands am 26. September 2015 zum Präsidenten gewählt. Unter Michelmann wurde nach mehreren Jahren des Förderungsstopps der Beachhandball wieder in die Förderung des DHB aufgenommen, was zunächst zu schnellen Erfolgen im Nachwuchsbereich führte und 2021/22 bei den Frauen zu Siegen bei den Europameisterschaften 2021, den Weltmeisterschaften 2022 sowie den World Games 2022 führte, bei den Männern zum Sieg beim EHF Beachhandball Championship 2022.

## Auszeichnungen
- 2020: Bundesverdienstkreuz am Bande[6]